# Unterfranken-Shuttle

Logo Unterfranken Shuttle

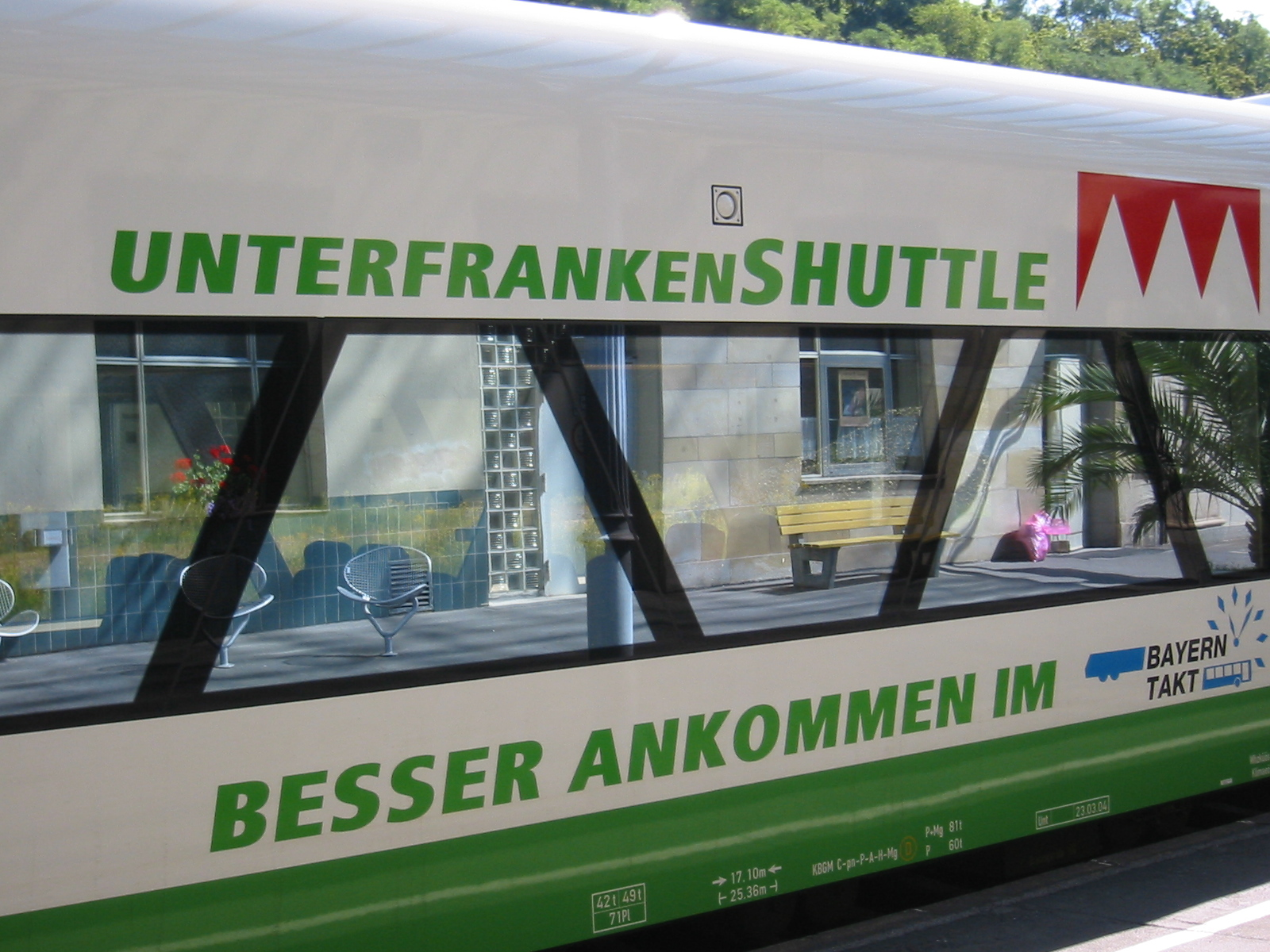
Ein Unterfranken-Shuttle der Erfurter Bahn in Bad Kissingen

Unterfranken-Shuttle ist ein Produktname, unter dem die Erfurter Bahn (EB) seit Dezember 2004 Schienenpersonennahverkehr auf den Bahnstrecken Schweinfurt–Meiningen, Ebenhausen–Bad Kissingen und Gemünden–Bad Kissingen in Unterfranken und Südthüringen betreibt. 

## Entstehung
Im Sommer 2002 beabsichtigte die Bayerische Eisenbahngesellschaft, die Regionalbahn-Leistungen im nördlichen Unterfranken mit Verbindung zur angrenzenden Stadt Meiningen in Südthüringen neu zu vergeben. Anstatt eines offenen Wettbewerbsverfahrens führte sie Preisanfragen bei fünf verschiedenen Eisenbahnverkehrsunternehmen durch. Das Angebot der Erfurter Bahn erwies sich als das wirtschaftlichste vor jenen der DB Regio und der übrigen drei Bieter, die bereits vorher ausgeschieden waren. Der Auftrag umfasste die Regionalbahn-Verkehre auf folgenden Relationen:
- KBS 803 Schweinfurt–Bad Kissingen–Hammelburg–Gemünden (Main)
- KBS 815 Schweinfurt–Bad Neustadt (Saale)–Mellrichstadt–Meiningen

Gegenüber den bisherigen durch DB Regio erbrachten Verkehrsleistungen wurde das Betriebsvolumen um rund 60.000 Zugkilometer auf 1,2 Millionen Zugkilometer im Jahr ausgeweitet, womit die Verlängerung der Züge über den dezentral gelegenen Schweinfurter Hauptbahnhof hinaus bis zum Stadtbahnhof möglich wurde. Der Verkehrsvertrag wurde mit der Betriebsaufnahme zum Fahrplanwechsel am 12. Dezember 2004 wirksam und hatte eine Laufzeit von zehn Jahren. Nach abermaligem Gewinn der Ausschreibung im Jahr 2013 wird der Unterfranken-Shuttle bis mindestens 2026 unter Regie der Erfurter Bahn verkehren.

## Betriebskonzept
Die Erfurter Bahn bedient die beiden Strecken mit zwei Linien:
- RB 40 Schweinfurt–Meiningen /–Bad Kissingen, mit Zugteilung in Ebenhausen (Unterfranken) sowie Meiningen–Bad Kissingen (ein Zug)
- RB 50 Schweinfurt–Bad Kissingen–Gemünden (Main)

Beide Linien verkehren im Zweistundentakt, durch die Überlagerung der beiden Linien im Bereich zwischen Schweinfurt und Bad Kissingen wird auf diesem stärker nachgefragten Abschnitt das Angebot verdichtet. Die Linie RB 40 ergänzt sich mit der ebenfalls zweistündlichen Regional-Express-Linie Würzburg–Schweinfurt–Erfurt /–Bad Kissingen („Mainfranken-Thüringen-Express“) zu einem ungefähren Stundentakt.
Die EB-Linien sind in das von Dezember 2004 bis Dezember 2005 schrittweise eingeführte RE/RB-System in Nordfranken integriert. Dies beinhaltet die generelle Anschlussmöglichkeit Richtung Thüringen bei einer Ankunft mit dem Regional-Express aus Richtung Würzburg oder Bamberg, entweder mit dem Mainfranken-Thüringen-Express der Deutschen Bahn nach Erfurt und Bad Kissingen oder mit dem Unterfranken-Shuttle der EB nach Meiningen und Bad Kissingen. Die im Bahnhof Meiningen bestehenden Umsteigemöglichkeiten zur Süd-Thüringen-Bahn, einer gemeinsamen Tochtergesellschaft der EB und der Hessischen Landesbahn, nach Eisenach, Erfurt oder Sonneberg wurden ebenfalls zum 12. Dezember 2004 optimiert.
Als zusätzliche Verbesserung wurde zum Fahrplanwechsel am 11. Dezember 2005 der neue Haltepunkt Hammelburg Ost in Betrieb genommen, zum 10. Dezember 2006 folgten die Haltepunkte Schweinfurt Mitte und Rottershausen und am 14. Dezember 2008 der Haltepunkt Oberwerrn. Weiterhin besteht die Option, noch andere Haltepunkte, insbesondere zwischen Schweinfurt und Meiningen (KBS 815), zu reaktivieren oder neu einzurichten, um noch mehr kleine Orte an das Eisenbahnnetz (wieder-)anzuschließen. Alle Züge verkehren in Schweinfurt planmäßig bis zum Stadtbahnhof.
Der Verkehrsclub Deutschland (VCD) sieht neben der Reaktivierung bzw. Neueinrichtung von Haltepunkten auch noch weiteren Handlungsbedarf in der Region der Bayerischen Rhön. So schlägt er die Verlängerung der EB-Züge über Schweinfurt hinaus bis nach Schonungen, langfristig sogar bis nach Haßfurt vor. Dies solle auch unter Einbeziehung stillgelegter Stationen geschehen, da die derzeit dort verkehrenden Regionalbahnen den Korridor zwischen Schweinfurt Stadt und Haßfurt ohne Halt durchfahren. Weiterhin schlägt der VCD eine Wiederinbetriebnahme der momentan nur im Güterverkehr bedienten Werntalbahn vor, die gegenüber der Saaletalbahn eine weiter südlich gelegene und damit direktere Verbindung zwischen Schweinfurt und Gemünden (Main) herstellen würde.
In den Jahren 2021–2022 erreichte das Netz den ersten Platz im Qualitätsranking der BEG.

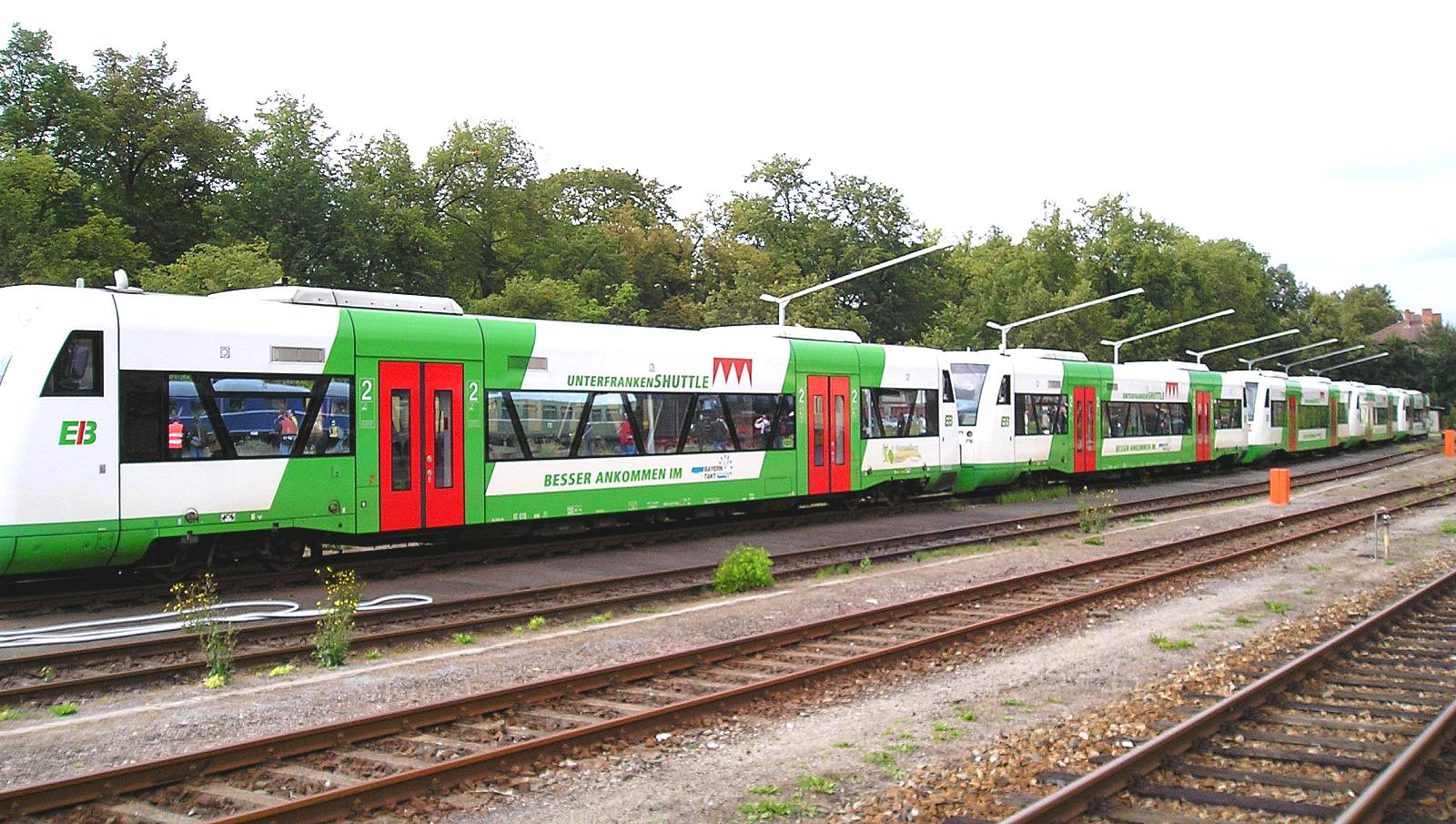
Abgestellte Unterfranken-Shuttles im ehemaligen Bayerischen Bahnhof in Meiningen
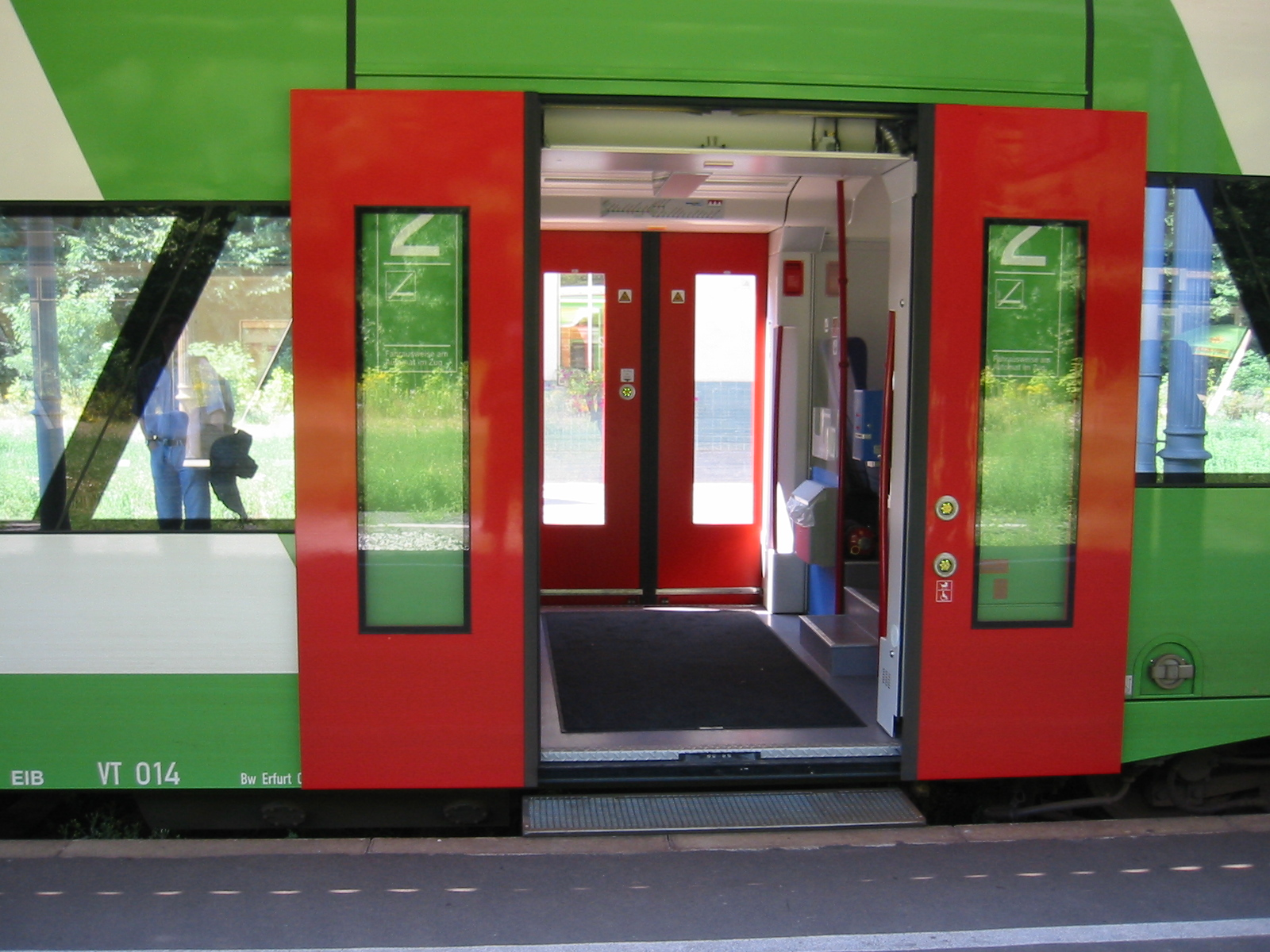
Die Niederflureinstiege sind behindertengerecht, an niedrigen Bahnsteigen klappt eine zusätzliche Trittstufe aus
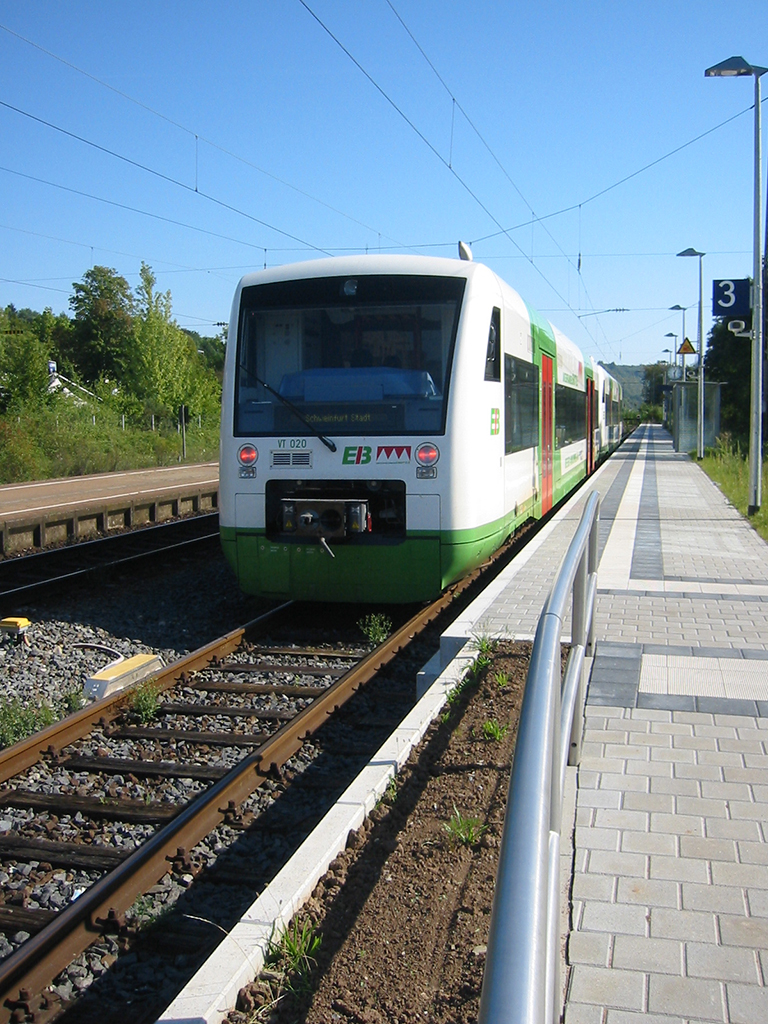
Ein Unterfranken-Shuttle am Schweinfurter Stadtbahnhof
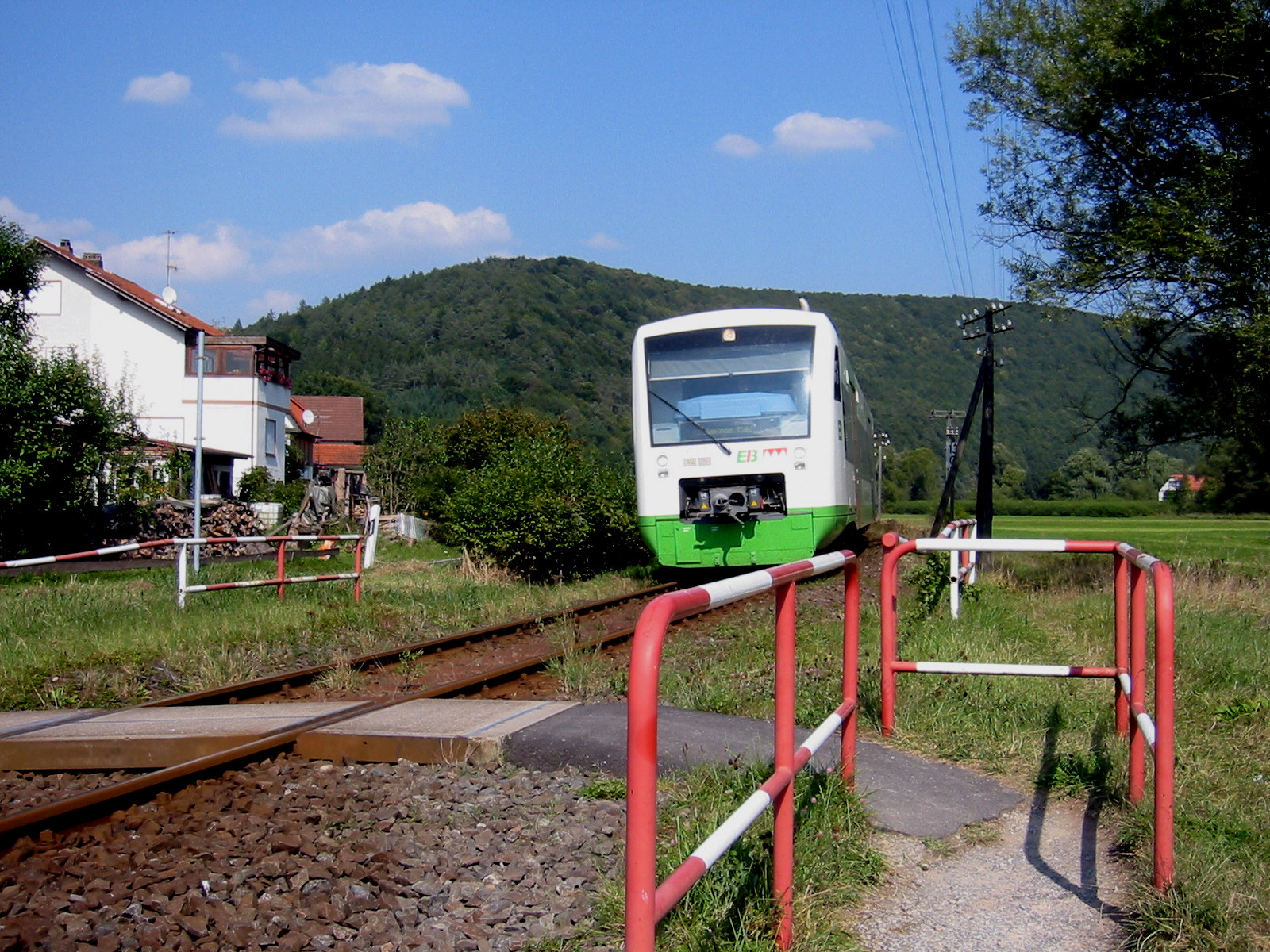
Ein Unterfranken-Shuttle auf der Saaletalbahn nahe Gräfendorf

## Fahrzeugeinsatz
Die Erfurter Bahn setzt wie auch auf den übrigen von ihr bedienten Strecken 14 einteilige Dieseltriebwagen des Typs Regio-Shuttle des Schweizer Herstellers Stadler Rail ein. Durch die  Bezeichnung „Unterfranken-Shuttle“ und den Schriftzug „Besser ankommen im Bayern-Takt“ sind die für den Betrieb in Unterfranken bestimmten Fahrzeuge speziell gekennzeichnet und heben sich so von den in Thüringen verkehrenden Triebwagen ab. Die Triebwagen sind behindertengerecht und bieten an Bahnsteigen mit einer Höhe von 55 cm einen barrierefreien Einstieg, der momentan in den seit Dezember 2004 errichteten Haltepunkten in Hammelburg, Hammelburg Ost, Elfershausen-Trimberg und Oberwerrn sowie teilweise in Schweinfurt Stadt, Ebenhausen (Unterfranken) und Bad Neustadt (Saale) erreicht wird. An niedrigeren Bahnsteigen klappt eine zusätzliche Trittstufe aus.

## Zukunft
Am 28. März 2024 wurde die Ausschreibung für das Südthüringen-Unterfranken-Netz veröffentlicht (SUN), welches neben den Linien des Unterfranken-Shuttle auch einen Großteil der Linien des bisherigen Dieselnetz Südthüringen (ausgenommen der RE45/RB46 Erfurt–Ilmenau und RB 48 Fröttstädt – Friedrichroda), das noch bis 2028 von der Süd-Thüringen-Bahn betrieben wird, sowie die RE 7 Erfurt–Würzburg des bisherigen Thüringer Neigetechnik-Netz (bis 2028 betrieben von DB Regio) enthält.